# Native Girls Code
Native Girls Code (NGC) is een Amerikaans educatief programma, dat als doelstelling heeft om inheemse vrouwen in de Verenigde Staten op basis van een traditionele insteek te betrekken bij programmeren en ze te begeleiden bij een it-carrière. Het programma werd in 2015 opgezet en wordt gerund vanuit Seattle. Native Girls Code biedt workshops, persoonlijke begeleiding en rolmodellen aan.
Native Girls Code is onderdeel van Na'ah Illahee Fund, een organisatie zonder winstoogmerk, en werkt samen met het Digital Youth Lab van de University of Washington Information School en het Washington NASA Space Consortium.

## Inhoud
Het programma werd ontwikkeld om inheemse vrouwen in de Verenigde Staten meer kansen te bieden op de arbeidsmarkt, maar ook om hun kennis binnen de eigen stammen toe te kunnen passen. In het programma komt onder meer het maken van websites, online-games en virtuele werelden aan bod.

## Investeringen
In 2016 kende het stadsbestuur van Seattle een investering van $320.000 toe aan NGC. Ook Google en Facebook hebben bijgedragen aan het programma, onder meer door het doneren van laptops en filmapparatuur.